# ヨゾ・スタニッチ
ヨゾ・スタニッチ（Jozo Stanić、1999年4月6日 - ）は、ドイツ・アウクスブルク出身のサッカー選手。スイス・スーパーリーグ・FCザンクト・ガレン所属。ポジションはDF。

## クラブ経歴
2019年2月10日、ヴェルダー・ブレーメンとの試合でトップチームデビュー。